# Brug 864
Brug 864 is een kunstwerk in Amsterdam-Zuid.
De brug heeft de vorm van een viaduct of tunnel afhankelijk vanuit welk standpunt men kijkt. Het ligt samen met brug 866 op de kruising Beethovenstraat en Strawinskylaan in buurt Zuidas Noord. Beide, verbonden door een keerwand, zijn aangelegd in het tijdperk waarin er zorgvuldige scheiding plaatsvond tussen snel- en langzaam verkeer. Het snelverkeer (gemotoriseerd vervoer en trams) ligt op de Strawinskylaan op een dijklichaam; het voet/fietspad op maaiveldniveau. Het geheel wordt gedragen door een betonnen paalfundering, de overspanning bestaat uit betonnen liggers, elk 1 meter breed. Op 1 augustus 1977 ging de eerste heipaal de grond in. 
Op 20 december 1978 kon tramlijn 5 erover rijden op weg naar of komend van Station Amsterdam Zuid. Bij de brug was op de Strawinskylaan een halte die net als de haltes op de Cornelis Lelylaan door middel van trappen naar het maaiveld was te bereiken. In november 1990 werd lijn 5 voor een betere aansluiting op sneltram 51 verlegd naar Station Zuid-Hoog, waarbij niet meer over de Strawinskylaan werd gereden, dus ook niet meer over de brug, maar rechtdoor in zijligging op wat toen nog de Van Leijenberghlaan heette. Bij het station werd met een helling omhoog gereden naar een halte op de plaats waar nu metrolijn 52 eindigt. De trappen onder het viaduct naar de halte op de Strawinskylaan werden daarna verwijderd. In mei 2008 moest lijn 5 de hooggelegen halte verlaten in verband met de aanleg van het metroperron en keerde lijn 5 weer terug op de Strawinksylaan met een halte ter hoogte van het station, waardoor de halte bij de brug niet meer terugkeerde. Naast lijn 5 rijden ook buslijn 62 over de brug.   
De architect Dirk Sterenberg van de Dienst der Publieke Werken paste ook hier zijn opvallende kanteelachtige balustrades toe. De brug kwam in de standaardkleuren van destijds blauw (balustraden en leuningen) en wit (borstweringen en landhoofden). In de landhoofden zijn enkele plastieken toegepast in blauw en rood.

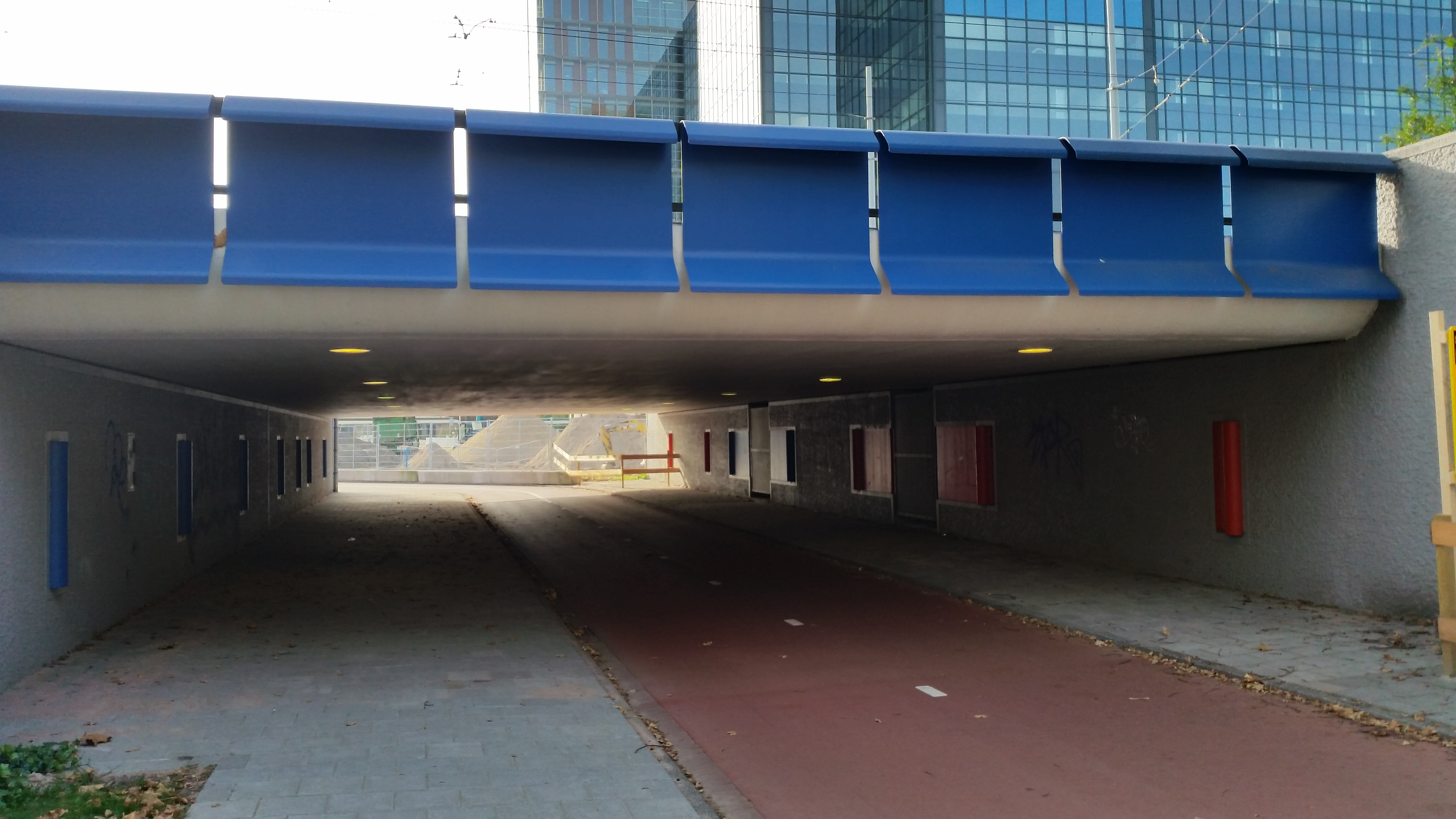
Doorkijk vanaf het noorden (september 2018)

<<< · 801 · 802 · 803 · 804 · 805 · 808 · 811 · 812 · 813 · 814 · 815 · 816 · 817 · 818 · 819 · 820 · 821 · 822 · 823 · 824 · 825 · 826 · 827 · 828 · 829 · 830 · 831 · 832 · 833 · 834 · 835 · 836 · 837 · 838 · 839 · 840 · 841 · 842 · 844 · 845 · 846 · 848 · 849 · 850 ·  854 · 856 · 857 · 858 · 859 · 860 · 863 · 864 · 865 · 866 · 867 · 868 · 869 · 870 · 871 · 872 · 873 · 875 · 876 · 877 · 889 · 890 · 891 · 892 · 893 · 895 · 896 · 897 · 898 · 899 · >>>
Brugnummers 800, 806, 807, 809, 810, 843 (gesloopt, Uilenstede, Amstelveen), 847 (Uilenstede, Amstelveen) , 851 (gesloopt, Dirk Sterenberg), 852 (gesloopt, Dirk Sterenberg), 853 (gesloopt, Dirk Sterenberg), 855, 861, 862, 874, 878, 879, 880, 881, 882, 883, 884, 885, 886, 887, 888, 894 zijn niet (meer) vergeven.